# La tragedia del Phoenix
La tragedia del Phoenix (Cone of Silence) è un film del 1960 diretto da Charles Frend.
Tratto dal romanzo Cone of Silence di David Beaty, pubblicato a Londra nel 1959

## Trama
Nel Regno Unito agli inizi dell'aviazione commerciale, a seguito dell'incidente occorso in decollo ad un aereo di linea Phoenix, il pilota, capitano George Gort, deve affrontare una Corte d'Inchiesta. La causa dell'incidente risulta essere "errore umano", per quanto naturalmente il pilota e sua figlia Charlotte – ben consapevole della proverbiale puntigliosità del padre - continuino ad affermare che, nella circostanza in esame, il capitano Gort aveva seguito alla lettera le istruzioni fornite per il pilotaggio di quel modello di aeroplano, e che quindi la causa del sinistro avrebbe dovuto essere ascritta ad un difetto insito nel velivolo di nuova produzione.
In ogni caso Gort, per la sua grande esperienza, viene di nuovo impiegato dalla compagnia aerea ed adibito alla guida del medesimo modello di aereo, nonostante il fatto che diverse persone del settore cerchino di ostacolarlo, per invidia o altri motivi. Tempo dopo, in condizioni atmosferiche estreme, assai simili a quelle nelle quali era avvenuto l'incidente, il capitano Gort sembra commettere lo stesso "errore" in decollo, ma questa volta la manovra termina in un tragico schianto, con la morte di Gort, dei passeggeri e dell'equipaggio. La nuova commissione d'inchiesta imputa ancora a Gort la responsabilità della catastrofe.
Ma nuovi fatti vengono a poco a poco alla luce, che permettono di chiarire la faccenda. Inoltre appare che la maggior parte dei piloti del Phoenix, per una sorta di istinto di aviatore, non si attengano alle istruzioni di guida. Sono proprio queste ultime ad essere sbagliate, poiché basate su informazioni che la ditta produttrice del jet – pur in ottemperanza con le norme vigenti – non aveva ancora sufficientemente vagliato. L'inchiesta finale proscioglie quindi la memoria futura del povero Gort da ogni addebito, risultando in un (parziale) sollievo per Charlotte. Sollievo funereo, che non riporterà in vita il padre, meticoloso all'eccesso.  